# Цілинний округ
Ціли́нний округ (рос. Целинный округ) — адміністративна одиниця, муніципальний округ у складі Курганської області Російської Федерації.
Адміністративний центр — село Цілинне.

## Населення
Населення району становить 13918 осіб (2021; 17187 у 2010, 23058 у 2002).

## Історія
3 листопада 1923 року у складі Челябінського округу Уральської області був утворений Усть-Уйський район з центром у селищі Уйсть-Уйський. 20 квітня 1930 року до складу району увійшли Половинська, Сетовська та Становська сільради ліквідованого Долговського району. 17 січня 1934 року район увійшов до складу новоутвореної Челябінської області, 6 лютого 1943 року — до складу Курганської області.
10 жовтня 1953 року центр району перенесено до села Ново-Кочердик. На початку лютого 1963 року район перейменовано в Цілинний район, 18 лютого село Ново-Кочердик перейменовано в село Цілинне.
2004 року район перетворено в Цілинний муніципальний район, сільради перетворено в сільські поселення зі збереженням старої назви. 29 червня 2021 року Цілинний район був перетворений в Цілинний муніципальний округ, при цьому усі сільські поселення були ліквідовані:
| Поселення                       | Площа, км² | Населення, осіб (2002) | Населення, осіб (2010) | Населення, осіб (2021) | Населені пункти                                                                                        |
| ------------------------------- | ---------- | ---------------------- | ---------------------- | ---------------------- | --- |
| Васькинська сільська рада       | 321,12     | 1153                   | 705                    | 470                    | село Піски, присілки Васькино, Молоденки                                                               |
| Дубровинська сільська рада      | 96,78      | 381                    | 333                    | 256                    | село Велике Дубровне, присілок Мале Дубровне                                                           |
| Дулинська сільська рада         | 93,27      | 571                    | 468                    | 388                    | село Дулино, присілок Бухаринка                                                                        |
| Заманилкинська сільська рада    | 186,62     | 775                    | 518                    | 364                    | село Заманилки                                                                                         |
| Іванковська сільська рада       | 83,53      | 311                    | 219                    | 167                    | село Іванково, присілок Козиревка                                                                      |
| Козак-Кочердицька сільська рада | 197,78     | 1018                   | 750                    | 586                    | село Козак-Кочердик, присілок Приозерна                                                                |
| Кислянська сільська рада        | 282,53     | 2174                   | 1510                   | 1106                   | село Кислянка, присілки Білозерки, Кременевка, Мануйлово, Моїсеєвка, Ніколаєвка, Патраніно, Первомайка |
| Косолаповська сільська рада     | 250,88     | 1149                   | 814                    | 569                    | село Косолапово, присілки Листвянка, Одіна                                                             |
| Луговська сільська рада         | 327,54     | 1492                   | 891                    | 589                    | села Лугове, Михальово, присілки Полинний Лог, Чалкіно                                                 |
| Матвієвська сільська рада       | 91,78      | 788                    | 622                    | 508                    | село Матвієвка                                                                                         |
| Південна сільська рада          | 262,74     | 1745                   | 1226                   | 846                    | село Костигін Лог, присілки Зелена Сопка, Марс, Пруди                                                  |
| Половинська сільська рада       | 324,99     | 1780                   | 1377                   | 1183                   | село Половинне, присілки Воздвиженка, Дудино, Чортово                                                  |
| Рачеєвська сільська рада        | 89,43      | 464                    | 294                    | 216                    | село Рачеєвка, присілок Ісаково                                                                        |
| Сетовська сільська рада         | 119,42     | 538                    | 312                    | 178                    | село Сетово                                                                                            |
| Становська сільська рада        | 101,72     | 520                    | 323                    | 254                    | село Станове                                                                                           |
| Трьохозерська сільська рада     | 106,10     | 316                    | 187                    | 99                     | село Трьохозерки, присілок Бердюгіно                                                                   |
| Усть-Уйська сільська рада       | 265,68     | 1476                   | 1160                   | 837                    | село Усть-Уйське, присілки Красний Октябр, Подуровка                                                   |
| Фроловська сільська рада        | 235,35     | 564                    | 402                    | 303                    | село Фроловка, присілок Рибне                                                                          |
| Цілинна сільська рада           | 8,31       | 5843                   | 5076                   | 4999                   | село Цілинне                                                                                           |

## Населені пункти
| №  | Населений пункт          | Населення, осіб (2002) | Населення, осіб (2010) |
| -- | ------------------------ | ---------------------- | ---------------------- |
| 1  | Бердюгіно, присілок      | 42                     | 27                     |
| 2  | Білозерки, присілок      | 150                    | 118                    |
| 3  | Бухаринка, присілок      | 104                    | 55                     |
| 4  | Васькино, присілок       | 136                    | 18                     |
| 5  | Велике Дубровне, село    | 349                    | 333                    |
| 6  | Воздвиженка, присілок    | 347                    | 223                    |
| 7  | Дудино, присілок         | 218                    | 135                    |
| 8  | Дулино, село             | 467                    | 413                    |
| 9  | Заманилки, село          | 775                    | 518                    |
| 10 | Зелена Сопка, присілок   | 180                    | 149                    |
| 11 | Іванково, село           | 278                    | 206                    |
| 12 | Ісаково, присілок        | 96                     | 11                     |
| 13 | Кислянка, село           | 1145                   | 841                    |
| 14 | Козак-Кочердик, село     | 757                    | 646                    |
| 15 | Козиревка, присілок      | 33                     | 13                     |
| 16 | Косолапово, село         | 807                    | 571                    |
| 17 | Костигін Лог, село       | 1120                   | 833                    |
| 18 | Красний Октябр, присілок | 233                    | 178                    |
| 19 | Кременевка, присілок     | 204                    | 88                     |
| 20 | Листвянка, присілок      | 306                    | 216                    |
| 21 | Лугове, село             | 229                    | 131                    |
| 22 | Мале Дубровне, присілок  | 32                     | 0                      |
| 23 | Мануйлово, присілок      | 123                    | 82                     |
| 24 | Марс, присілок           | 272                    | 148                    |
| 25 | Матвієвка, село          | 788                    | 622                    |
| 26 | Михальово, село          | 849                    | 550                    |
| 27 | Моїсеєвка, присілок      | 98                     | 45                     |
| 28 | Молоденки, присілок      | 169                    | 90                     |
| 29 | Ніколаєвка, присілок     | 135                    | 84                     |
| 30 | Одіна, присілок          | 36                     | 27                     |
| 31 | Патраніно, присілок      | 232                    | 167                    |
| 32 | Первомайка, присілок     | 87                     | 85                     |
| 33 | Піски, село              | 848                    | 597                    |
| 34 | Подуровка, присілок      | 247                    | 163                    |
| 35 | Полинний Лог, присілок   | 196                    | 96                     |
| 36 | Половинне, село          | 1138                   | 989                    |
| 37 | Приозерна, присілок      | 261                    | 104                    |
| 38 | Пруди, присілок          | 173                    | 96                     |
| 39 | Рачеєвка, село           | 368                    | 283                    |
| 40 | Рибне, присілок          | 345                    | 242                    |
| 41 | Сетово, село             | 538                    | 312                    |
| 42 | Станове, село            | 520                    | 323                    |
| 43 | Трьохозерки, село        | 274                    | 160                    |
| 44 | Усть-Уйське, село        | 996                    | 819                    |
| 45 | Фроловка, село           | 219                    | 160                    |
| 46 | Цілинне, село            | 5843                   | 5076                   |
| 47 | Чалкіно, присілок        | 218                    | 114                    |
| 48 | Чортово, присілок        | 77                     | 30                     |